# Asif Məlikov
Asif Məlikov –también escrito como Asif Malikov– (İsmayıllı, URSS, 13 de abril de 1971) es un deportista azerbaiyano que compitió en halterofilia. Ganó una medalla de bronce en el Campeonato Mundial de Halterofilia de 1997 y una medalla de bronce en el Campeonato Europeo de Halterofilia de 2004.

## Palmarés internacional
| Campeonato Mundial | Campeonato Mundial     | Campeonato Mundial | Campeonato Mundial |
| Año                | Lugar                  | Medalla            | Categoría          |
| ------------------ | ---------------------- | ------------------ | ------------------ |
| 1997               | Chiang Mai (Tailandia) | Medalla de bronce  | 64 kg              |
| Campeonato Europeo |                        |                    |                    |
| Año                | Lugar                  | Medalla            | Categoría          |
| 2004               | Kiev (Ucrania)         | Medalla de bronce  | 62 kg              |